# Cantón de Billère y Laderas de Jurançon
El cantón de Billère y Laderas de Jurançon (cantón n.º 8, Billère et Coteaux de Jurançon en francés) es una división administrativa francesa del departamento de los Pirineos Atlánticos creado por Decreto n.º 2014-148, artículo 9.º, del 25 de febrero de 2014 y que entró en vigor el 22 de marzo de 2015, con las primeras elecciones departamentales posteriores a la publicación de dicho decreto.

## Historia
Con la aplicación de dicho Decreto, los cantones de Pirineos Atlánticos pasaron de 52 a 27.
El cantón está formado por tres de las seis comunas del antiguo cantón de Jurançon, una de las cinco comunas del cantón de Lasseube y la comuna del cantón de Billère.
La capital (Bureau centralisateur) está en Billère.

## Composición
El cantón de Billère y Laderas de Jurançon comprende las cinco comunas siguientes:
| Comunas     | Código INSEE | Superficie (km²) | Población (2012) | Densidad (hab/km²) | Distrito              | Cantón anterior |
| ----------- | ------------ | ---------------- | ---------------- | ------------------ | --------------------- | --------------- |
| Aubertin    | 64072        | 17,16            | 657              | 38                 | Santa María de Olorón | Lasseube        |
| Billère     | 64129        | 4,57             | 13367            | 2925               | Pau                   | Billère         |
| Jurançon    | 64284        | 18,78            | 7037             | 375                | Pau                   | Jurançon        |
| Laroin      | 64315        | 7,04             | 960              | 136                | Pau                   | Jurançon        |
| Saint-Faust | 64478        | 13,51            | 765              | 57                 | Pau                   | Jurançon        |

En 2012, la población total del nuevo cantón era de 22795 habitantes.